# Baltische Beker 2021
De Baltische Beker 2021 was de 28ste editie van de Baltische Beker. Het toernooi was oorspronkelijk gepland in 2020, maar vanwege de coronapandemie werd het voor onbepaalde tijd uitgesteld. In januari 2021 werd besloten het toernooi door te laten gaan en te spelen tussen 1 juni en 10 juni van dat jaar. Het thuisspelende team organiseerde steeds de wedstrijd. Letland was de titelverdediger. Estland werd voor het eerst sinds de onafhankelijkheid van de Sovjet-Unie in 1992 - en voor de vierde keer in totaal - kampioen. Litouwen vervolledigde het deelnemersveld.

## Overzicht
| Nr. | Land     | GW | Win | Gel | Ver | DV | DT | +/- | Pnt |
| --- | -------- | -- | --- | --- | --- | -- | -- | --- | --- |
| 1.  | Estland  | 2  | 2   | 0   | 0   | 3  | 1  | +2  | 6   |
| 2.  | Letland  | 2  | 1   | 0   | 1   | 4  | 3  | +1  | 3   |
| 3.  | Litouwen | 2  | 0   | 0   | 2   | 1  | 4  | -3  | 0   |

## Wedstrijden
|                                      |          |                 |         |                                                                                  |
| 1 juni 2021 18:00 «onderlinge duels» | Litouwen | 0 – 1           | Estland | LFF-stadion, Vilnius Toeschouwers: 0 Scheidsrechter: Aleksandrs Anufrijevs (LAT) |
| 1 juni 2021 18:00 «onderlinge duels» |          | 65' Henri Anier |         | LFF-stadion, Vilnius Toeschouwers: 0 Scheidsrechter: Aleksandrs Anufrijevs (LAT) |

|                                      |                                                                 |       |                        |                                                                          |
| 4 juni 2021 18:00 «onderlinge duels» | Letland                                                         | 3 – 1 | Litouwen               | Daugavastadion, Riga Toeschouwers: 0 Scheidsrechter: Juri Frischer (EST) |
| 4 juni 2021 18:00 «onderlinge duels» | Markas Beneta 37' (e.d.) Eduards Emsis 69' Roberts Uldriķis 85' |       | 67' Paulius Golubickas | Daugavastadion, Riga Toeschouwers: 0 Scheidsrechter: Juri Frischer (EST) |

|                                       |                                  |       |                            |                                                                                   |
| 10 juni 2021 18:00 «onderlinge duels» | Estland                          | 2 – 1 | Letland                    | A. Le Coq Arena, Tallinn Toeschouwers: 0 Scheidsrechter: Robertas Valikonis (LTU) |
| 10 juni 2021 18:00 «onderlinge duels» | Mattias Käit 5' Mattias Käit 40' |       | 84' (pen.) Dāvis Ikaunieks | A. Le Coq Arena, Tallinn Toeschouwers: 0 Scheidsrechter: Robertas Valikonis (LTU) |

| Kampioen 2021     |
| ----------------- |
| Estland 4de titel |